# Педассааре (Сааре)
Пе́дассааре (ест. Pedassaare küla) — село в Естонії, у волості Сааре повіту Йиґевамаа.

## Населення
Чисельність населення на 31 грудня 2011 року становила 15 осіб.

## Географія
Село Педассааре розташоване на відстані приблизно 5 км на південь від волосного центру Кяепи.
Через село проходить автошлях 101 (Сааре — Пала — Кодавере).
Поблизу Педассааре тече річка Кяепа (ест. Kääpa jõgi).

## Пам'ятки природи
Педассаареська особлива охоронювана зона (Pedassaare skv.), територія дикої природи площею 12,4 га, що входить до складу ландшафтного заповідника Кяепа, розташована на південь від села, в оточенні озер Йиемийза (Jõemõisa järv) та Кайу (Kaiu järv).